# 35. ročník udílení cen Národní společnosti filmových kritiků
35. ročník udílení cen Národní společnosti filmových kritiků se konal 6. ledna 2001 a oceňoval nejlepší filmy z roku 2000.

## Vítězové

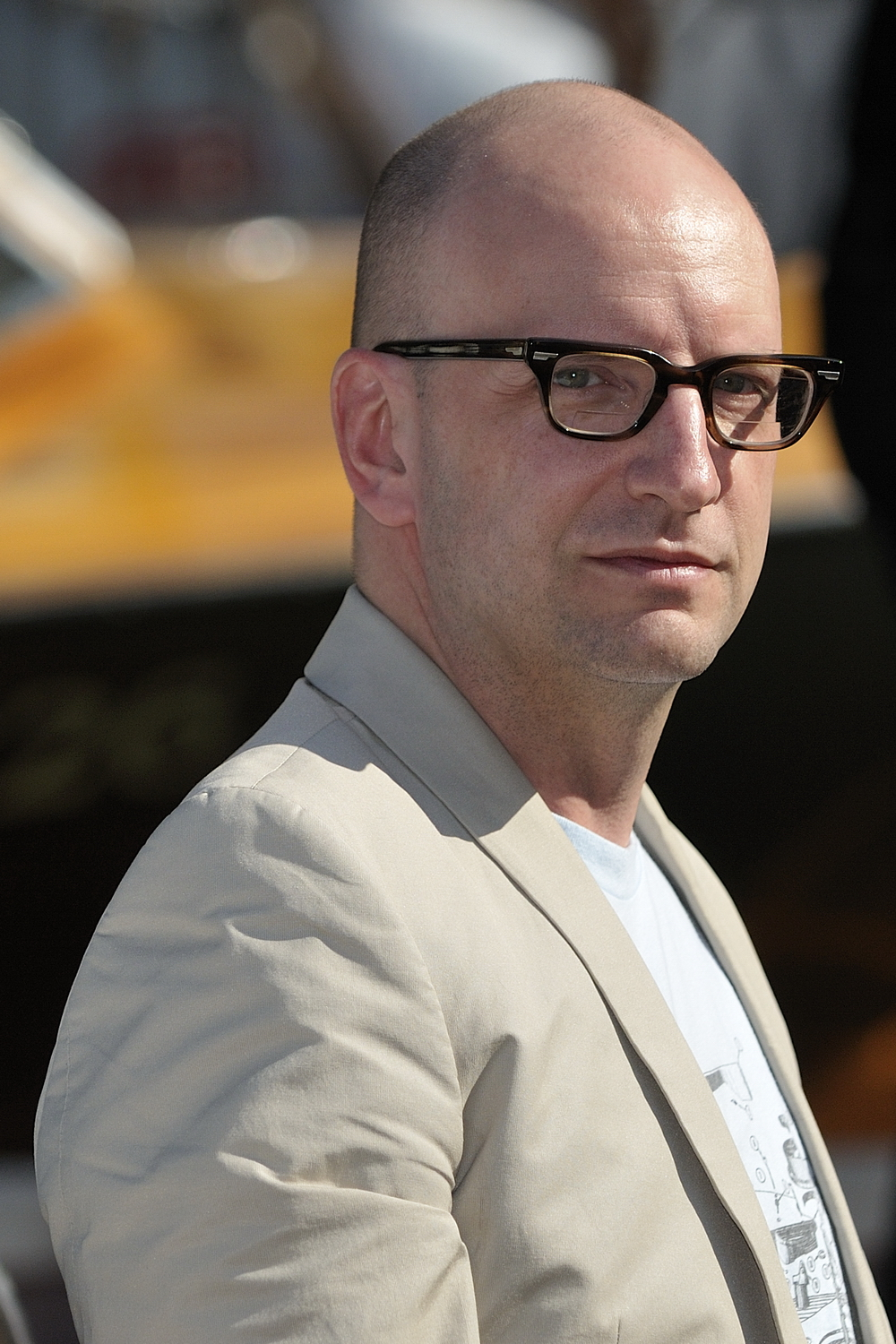
Steven Soderbergh, vítěz v kategorii nejlepší režie

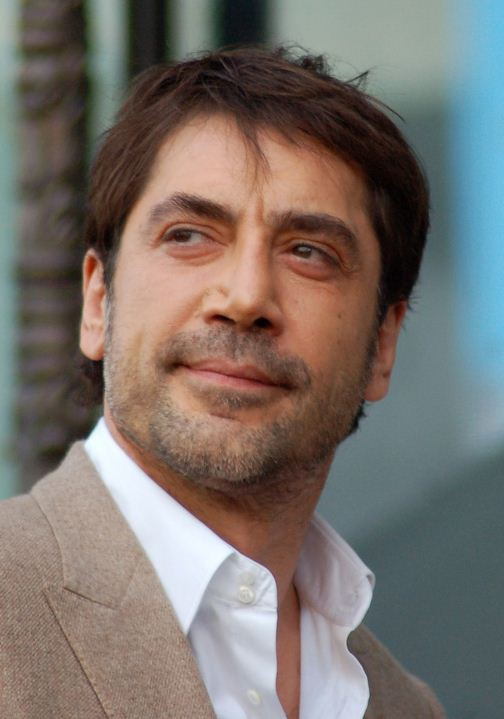
Javier Bardem, vítěz v kategorii nejlepší herec

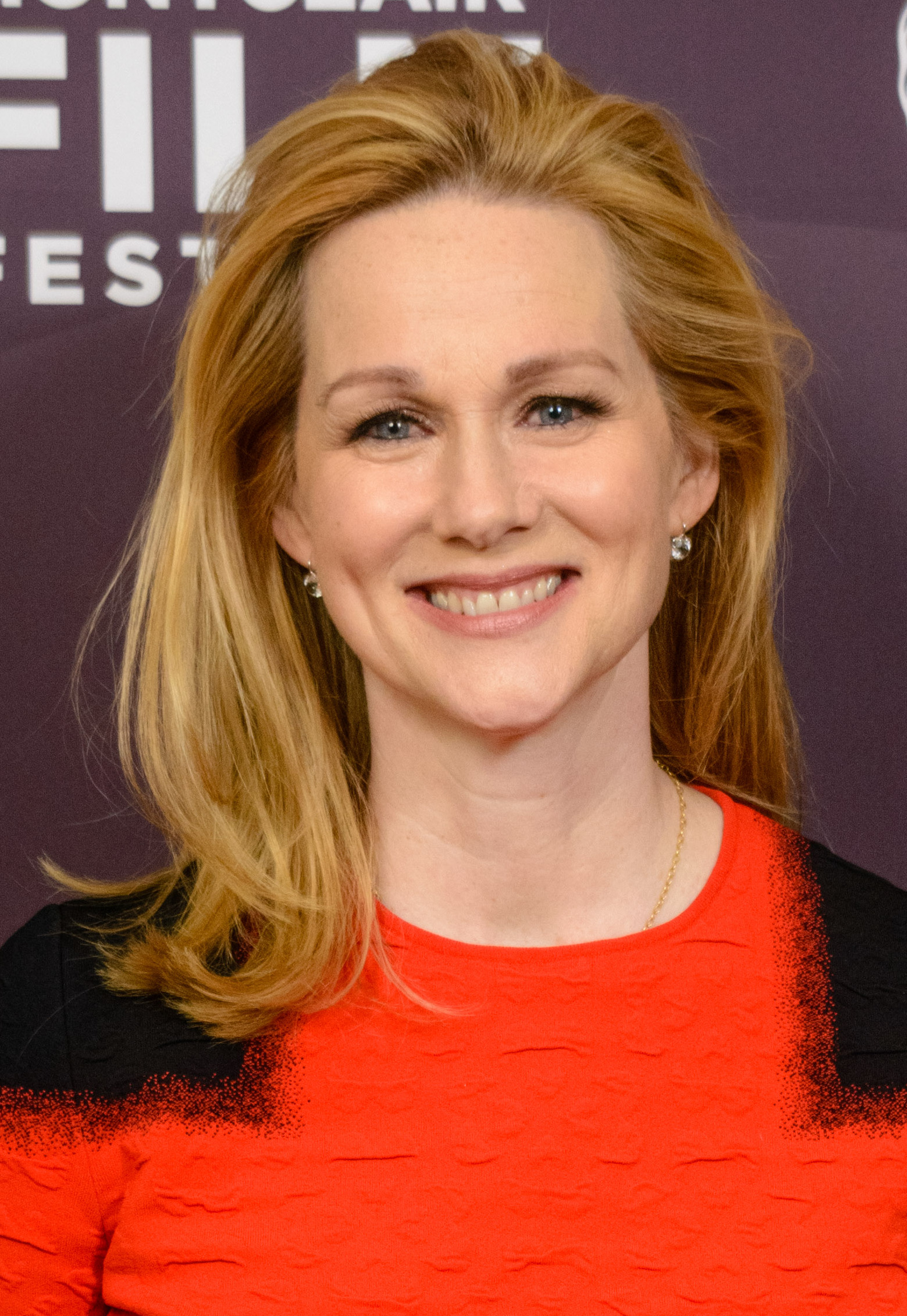
Laura Linneyová, vítěz v kategorii nejlepší herečka

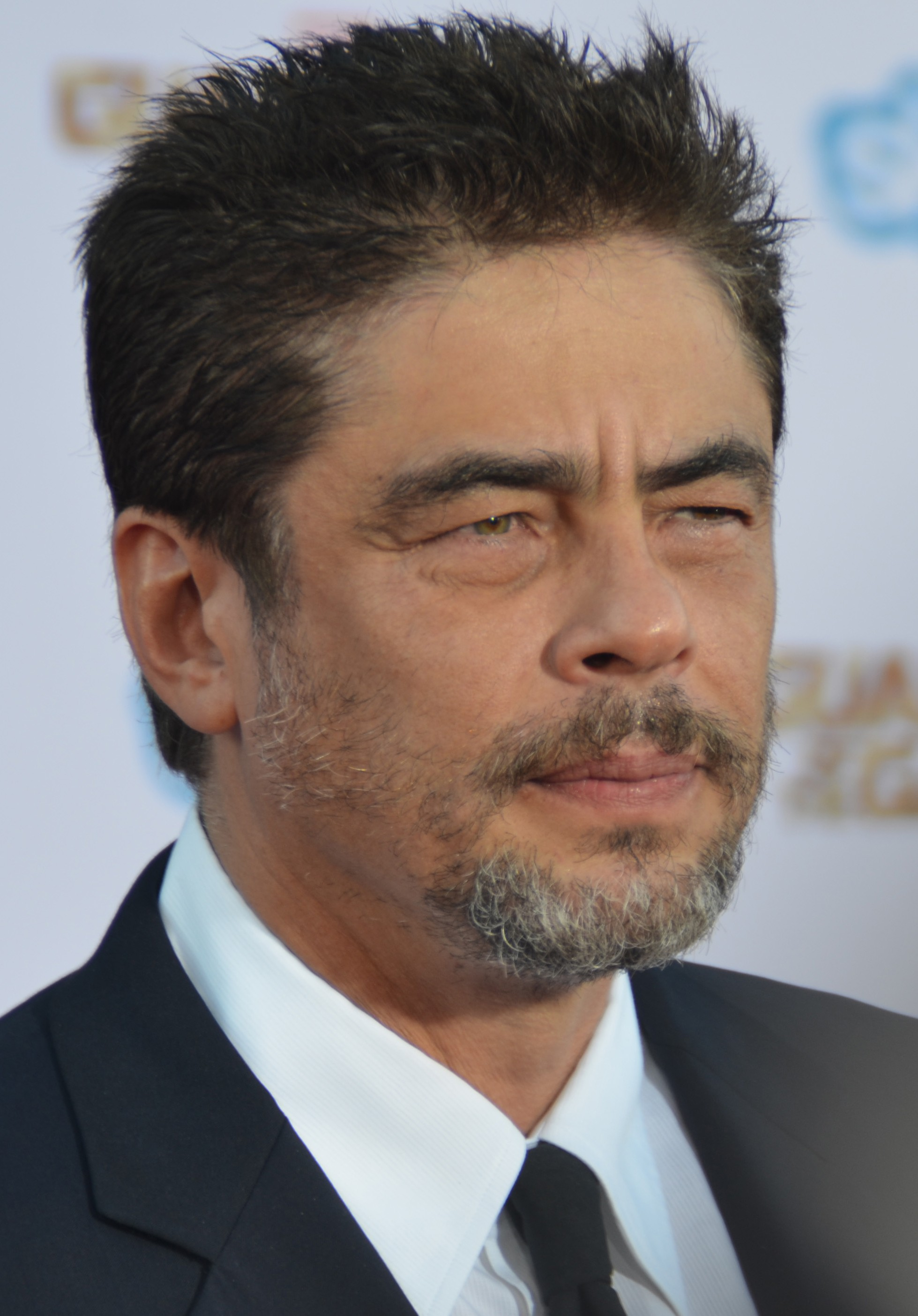
Benicio del Toro, vítěz v kategorii nejlepší herec ve vedlejší roli

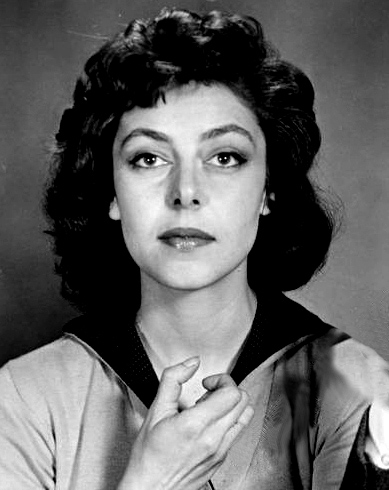
Elaine May, vítěz v kategorii nejlepší herečka ve vedlejší roli

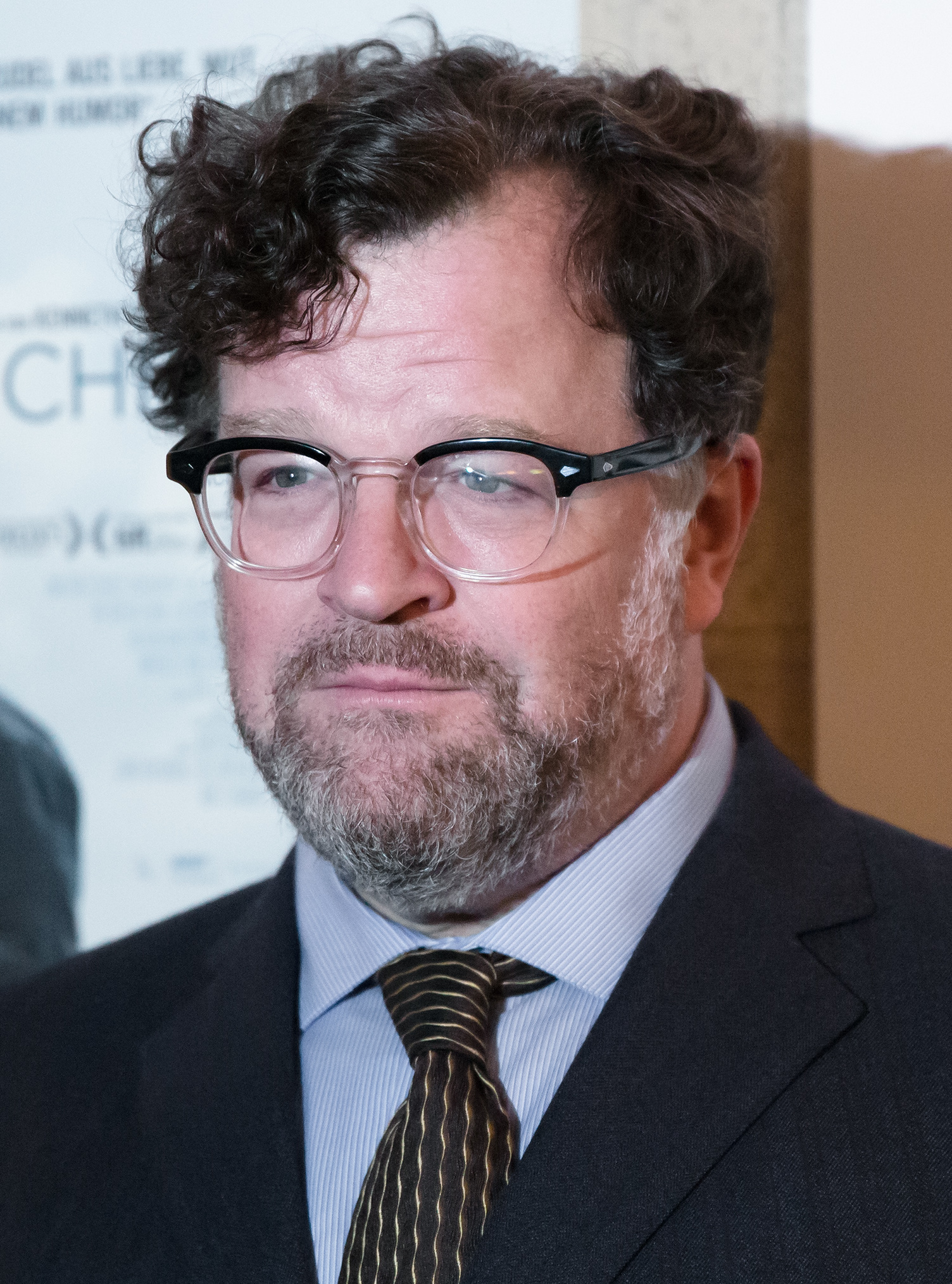
Kenneth Lonergan, vítěz v kategorii nejlepší scénář

### Nejlepší film
1. Raz dva
2. Traffic – nadvláda gangů
3. The House of Mirth

### Nejlepší režie
1. Steven Soderbergh – Traffic – nadvláda gangů a Erin Brockovich
2. Edward Yang – Raz dva
3. Ang Lee – Tygr a drak

### Nejlepší herec
1. Javier Bardem – Než se setmí
2. Mark Ruffalo – Na mě se můžeš spolehnout
3. Tom Hanks – Trosečník

### Nejlepší herečka
1. Laura Linneyová – Na mě se můžeš spolehnout
2. Gillian Anderson – The House of Mirth
3. Ellen Burstyn – Requiem za sen

### Nejlepší herec ve vedlejší roli
1. Benicio del Toro – Traffic – nadvláda gangů
2. Fred Willard – Nejlepší show
3. Willem Dafoe – Ve stínu upíra

### Nejlepší herečka ve vedlejší roli
1. Elaine May – Darebáčci
2. Frances McDormandová – Na pokraji slávy a Skvělí chlapi
3. Marcia Gay Harden – Pollock

### Nejlepší scénář
1. Kenneth Lonergan – Na mě se můžeš spolehnout
2. Steve Kloves – Skvěli chlapi
3. Stephen Gaghan – Traffic – nadvláda gangů

### Nejlepší kamera
1. Agnès Godard – Beau Travail
2. Peter Pau – Tygr a drak
3. Steven Soderbergh – Traffic – nadvláda gangů

### Nejlepší dokument
1. The Life and Times of Hank Greenberg
2. Dark Days
3. V království komiků

### Nejlepší experimentální film
- The Heart of the World

### Heritage Award
- National Film Preservation Foundation

### Speciální zmínění
- Michelangelo Antonioni